# Парност нуле
Број нула је паран. Има неколико начина да се одреди да ли је неки цели број паран или непаран, и сви они иду у прилог овој тврдњи: нула је производа броја два и нула (2×0=0), целобројно је дељива бројем два, пре и после ње су непарни цели бројеви. Ови показатељи следе директно из дефиниције парног броја. Даље, ова тврдња налази упориште у правилима о сумама и производима целих бројева, док је нула такође и централни елемент и идентитет групе парних целих бројева.